# Pheidochloa
Pheidochloa là một chi thực vật có hoa trong họ Hòa thảo (Poaceae).

## Loài
Chi Pheidochloa gồm các loài: